# Dettenbach (Alte Donau)
Der Dettenbach (Tettenbach) ist ein knapp 15 km langer Zufluss des langen linken Altarms Alte Donau der Donau zwischen der Fränkischen Alb und der Hallertau in Bayern.

## Verlauf
Der Dettenbach entspringt im Landkreis Eichstätt westlich von Oberoffendorf. Er unterquert die Staatsstraße 2231 und verläuft durch die Orte Offendorf, Mindelstetten und Lobsing. Von dort ab durchfließt er ein tief eingeschnittenes Tal und überquert die Grenze zum Landkreis Kelheim. Bei Marching mündet der Dettenbach in einen Altarm der Donau, der wie viele dieser Alte Donau heißt und erst nach Irnsing in sie einmündet.